# 1000-km-Rennen auf dem Nürburgring 1958

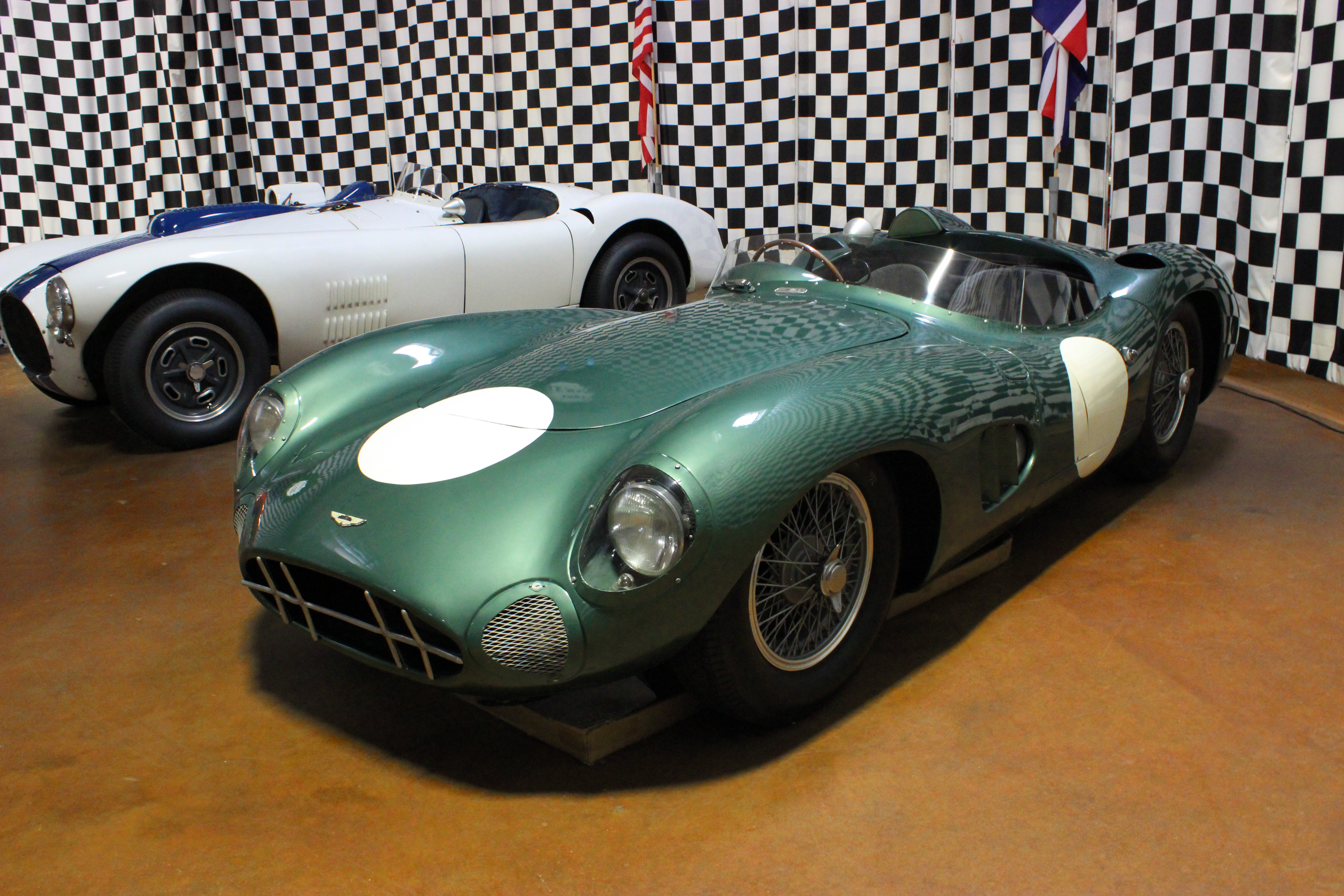
Aston Martin DBR1/300

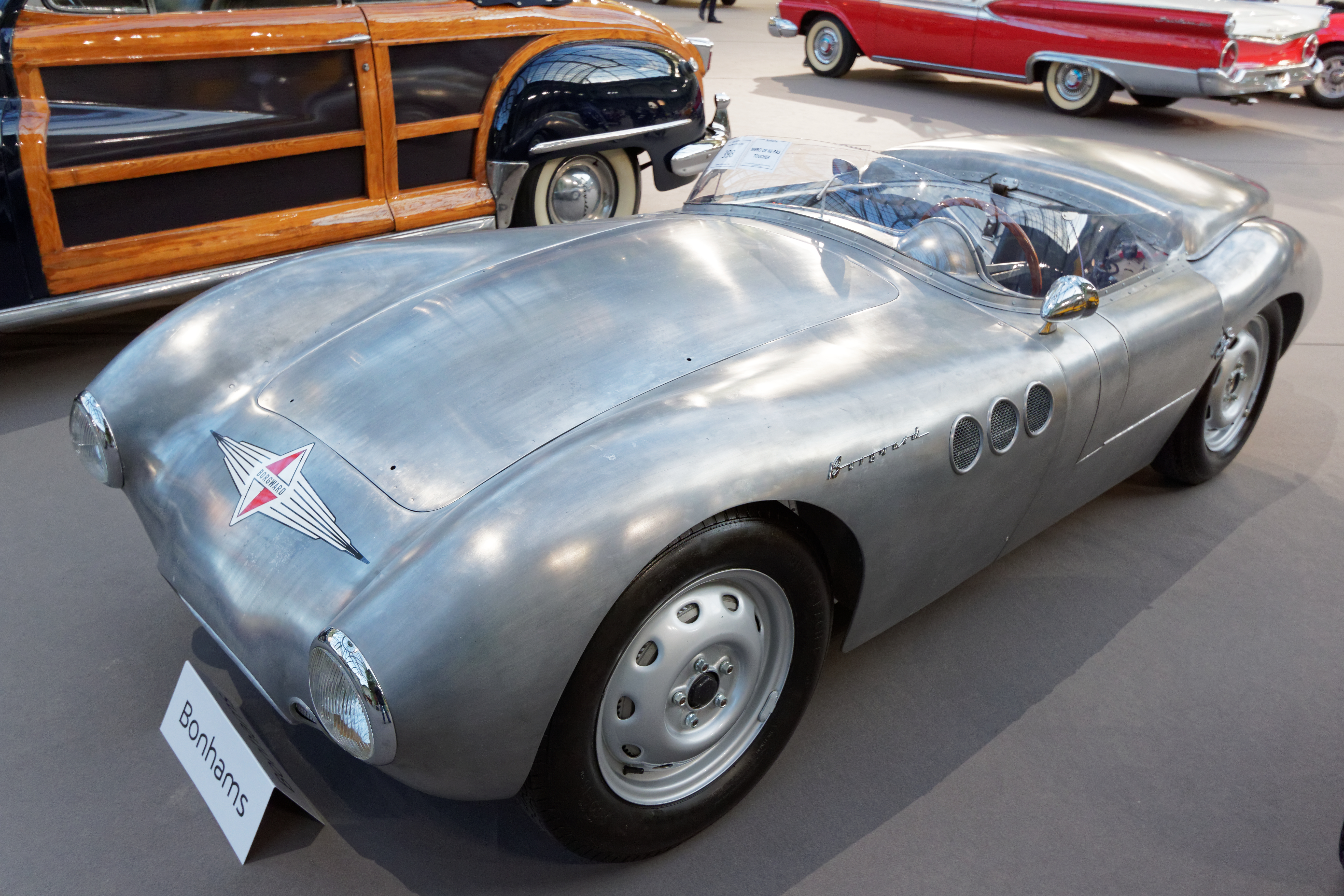
Einer der drei gemeldeten Borgward RS bei einer Fahrzeugauktion 2015 in Paris

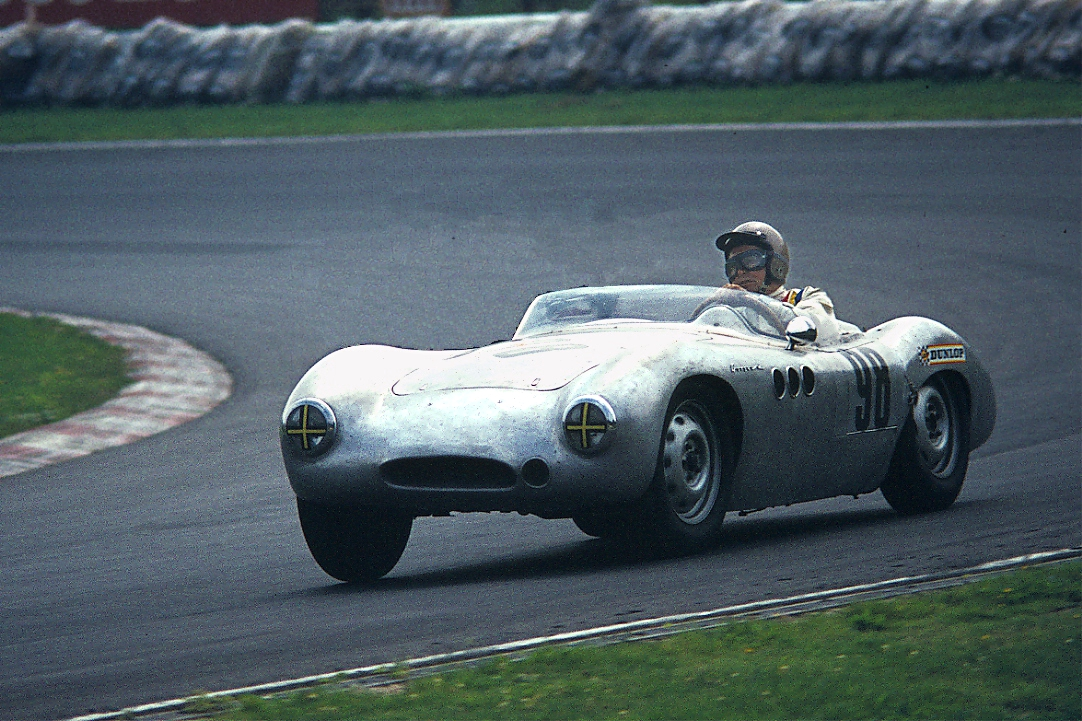
Fritz Jüttner 23 Jahre später beim Oldtimer-Grand-Prix noch mal im Borgward RS auf dem Nürburgring

Das vierte 1000-km-Rennen auf dem Nürburgring, auch 4. Internationales ADAC 1000 Kilometer Rennen, Weltmeisterschaftslauf der Sportwagen auf dem Nürburgring, fand am 1. Juni 1958 auf der Nordschleife statt und war der vierte Wertungslauf der Sportwagen-Weltmeisterschaft dieses Jahres.

## Vor dem Rennen
Vor dem 1000-km-Rennen in Deutschland waren bereits drei Weltmeisterschaftsläufe ausgefahren worden, die mit Gesamtsiegen der Scuderia Ferrari zu Ende gegangen waren. Beim Eröffnungsrennen der Saison, dem 1000-km-Rennen von Buenos Aires, gingen Peter Collins und Phil Hill auf einem Ferrari 250TR/58 als Sieger durchs Ziel. Bei den folgenden 12 Stunden von Sebring siegte das Duo erneut. Auch bei der Targa Florio gewann Ferrari mit einem 250TR/58; diesmal mit der Fahrerpaarung Luigi Musso und Olivier Gendebien.

## Das Rennen
Ferrari kam als überlegener Tabellenführer der Marken-Weltmeisterschaft in die Eifel. Das spätere Siegerteam Aston Martin hatte bis dahin noch keinen Weltmeisterschaftspunkt erringen können. Die Scuderia Ferrari kam mit vier Werks-Testa-Rossa, die im Rennen von den folgenden Teams gefahren wurden: Mike Hawthorn/Peter Collins (#4), Luigi Musso/Phil Hill (#5), Wolfgang Seidel/Gino Munaron (#6) und Wolfgang von Trips/Olivier Gendebien (#7). Einen fünften Wagen meldete die Scuderia für die schwedische Rennmannschaft Svezia Oerebro. Der Ferrari 750 Monza wurde von Gunnar Carlsson und dem Finnen Carl-Otto Bremer gefahren.
Aston Martin meldete drei DBR1/300 für die Fahrer Roy Salvadori, Carroll Shelby, Tony Brooks, Stuart Lewis-Evans, Stirling Moss und Jack Brabham. Brabham, der Partner von Stirling Moss, war vor seinem Einsatz 1958 keinen Meter auf der Nordschleife gefahren.
Bei den Teamleitungen von Porsche und Borgward machte man sich Hoffnungen auf einen Erfolg in der Klasse der Sportwagen bis 1,5 Liter Hubraum. Porsche wollte mit drei Wagen ins Rennen gehen, zwei 718 RSK und einem 550 A RS. Der 718 RSK mit der Startnummer 22 von Giorgio Scarlatti, Richard von Frankenberg und Carel Godin de Beaufort verunfallte jedoch im Training, sodass in der Nacht ein Ersatzwagen an die Strecke gebracht werden musste. Borgward hatte sich akribisch auf das Rennen vorbereitet. Allein auf dem Nürburgring wurden mit dem überarbeiteten Borgward RS 1500 Testkilometer zurückgelegt. Die Cockpits der drei gemeldeten Rennwagen teilten sich Giulio Cabianca, Hans Herrmann, Joakim Bonnier und Fritz Jüttner.

### Der Rennverlauf
Am Renntag kamen 150.000 Zuschauer an die Nordschleife, die einen dominierenden Stirling Moss sahen. Moss ging auf seinem DBR1/300 sofort in Führung, vor seinen beiden Teamkollegen Tony Brooks und Roy Salvadori. Dahinter folgten die beiden Porsche-Piloten Harry Schell und Jean Behra. Der Trainingsschnellste Mike Hawthorn hatte einen schlechten Start und fand sich in einem Pulk langsamer Fahrzeuge wieder. Moss blieb die meiste Zeit am Steuer des Aston Martin, nur zweimal übernahm Brabham für kurze Zeit das Steuer. Dabei gelang es Peter Collins einmal für kurze Zeit die Führung zu übernehmen. Im Ziel hatten Moss und Brabham fast vier Minuten Vorsprung auf den Ferrari von Hawthorn und Collins. Dahinter folgten drei weitere Werks-Ferrari.
Während Porsche durch Richard von Frankenberg, Carel Godin de Beaufort und Edgar Barth im Porsche 550 A RS den erhofften Klassensieg feiern konnte, fielen alle drei Borgward aus.

### Fatales Finale
Wie in den Jahren davor galt auch 1958 am Nürburgring eine besondere Regelung, wenn man den Sieg in einer der ausgeschriebenen Klassen einfahren wollte. Ein Klassensieger musste in jedem Fall die 44 Runden des Rennsiegers zurückgelegt haben und hatte nach dem Fallen der Zielflagge eine weitere Stunde Zeit dies zu erreichen. Dadurch fuhren mehrere Fahrzeuge das Rennen weiter. Auch Erwin Bauer blieb, nachdem er abgewinkt worden war, in vollem Tempo auf der Strecke. Er teilte sich das Cockpit eines Ferrari 250TR mit dem Österreicher Gotfrid Köchert. Bauer hatte keine Chance auf einen Klassensieg und dürfte die Zielflagge einfach übersehen haben. Wenige Kilometer nach Start und Ziel kollidierte er mit einem langsam fahrenden Wagen und verunglückte dadurch tödlich.

## Ergebnisse

### Schlussklassement
| 1               | S 3.0     | 1   | David Brown Aston Martin Ltd.             | Stirling Moss Jack Brabham                                        | Aston Martin DBR1/300         | 44 |
| 2               | S 3.0     | 4   | Scuderia Ferrari                          | Mike Hawthorn Peter Collins                                       | Ferrari 250TR58               | 44 |
| 3               | S 3.0     | 7   | Scuderia Ferrari                          | Wolfgang von Trips Olivier Gendebien                              | Ferrari 250TR58               | 44 |
| 4               | S 3.0     | 5   | Scuderia Ferrari                          | Luigi Musso Phil Hill                                             | Ferrari 250TR58               | 43 |
| 5               | S 3.0     | 6   | Scuderia Ferrari                          | Wolfgang Seidel Gino Munaron Luigi Musso                          | Ferrari 250TR58               | 42 |
| 6               | S 1.5     | 22T | Porsche KG                                | Richard von Frankenberg Carel Godin de Beaufort Edgar Barth       | Porsche 550A RS               | 44 |
| 7               | S 1.5     | 21  | Dr. Ing. h. c. F. Porsche K. G.           | Harry Schell Paul Frère                                           | Porsche 718 RSK               | 44 |
| 8               | S 3.0     | 17  | A. G. Whitehead                           | Graham Whitehead Peter Whitehead                                  | Aston Martin DB3S             | 42 |
| 9               | S 3.0     | 10  | Ecurie Ecosse                             | Jack Fairman Jock Lawrence                                        | Jaguar D-Type                 | 41 |
| 10              | S 3.0     | 12  | Österreicher Automobil-Sport-Club         | Gotfrid Köchert Erwin Bauer                                       | Ferrari 250TR                 | 41 |
| 11              | S 1.5     | 25  | Scuderia Viking Anglo Swedish Racing Team | Jon Fast John Campbell-Jones                                      | Osca FS1500                   | 42 |
| 12              | S 3.0     | 12  | Scuderia Askolin                          | Curt Lincoln Esko Keinänen                                        | Ferrari 250TR                 | 40 |
| 13              | S 3.0     | 90  | Herbert Linge                             | Herbert Linge Walfried Winkler                                    | Porsche 356                   | 39 |
| 14              | S 1.5     | 30  | Harald von Saucken                        | Harald von Saucken Georg Bialas                                   | Porsche 356 Speedster         | 38 |
| 15              | S 1.5     | 29  | David Piper                               | David Piper Keith Greene                                          | Lotus Eleven                  | 38 |
| 16              | GT/TS 1.6 | 50  | Paul-Ernst Strähle                        | Paul-Ernst Strähle Hans Walter                                    | Porsche 356A Carrera          | 44 |
| 17              | GT/TS 1.6 | 52  | Fritz Hahnl                               | Fritz Hahnl Helmut Zick                                           | Porsche 356A Carrera          | 43 |
| 18              | GT/TS 1.6 | 57  | Helmut Deutenberg                         | Helmut Deutenberg Wim in der Elst                                 | Porsche 356A Carrera          | 43 |
| 19              | GT/TS 1.6 | 54  | Dr. Helmut Busch                          | Helmut Busch Antonio Pucci                                        | Porsche 356A Speedster        | 42 |
| 20              | GT 1.3    | 73  | Ecurie Le Maute                           | Marcel Stern Paul Vogel                                           | Alfa Romeo Giulietta SV       | 42 |
| 21              | GT 1.3    | 76  | Manuel Nogueria Pinto                     | Manuel Nogueria Pinto Mário de Araújo Cabral                      | Alfa Romeo Giulietta SV       | 42 |
| 22              | GT/TS 1.6 | 55  | Bruno Runte                               | Bruno Runte Hans Hartzheim                                        | Porsche 356A Carrera          | 42 |
| 23              | GT 1.3    | 77  | Sepp Liebl                                | Sepp Liebl Herbert Schultze                                       | Alfa Romeo Giulietta SV       | 42 |
| 24              | GT 3.0    | 41  | Ecurie Francorchamps                      | Léon Dernier Jean Blaton                                          | Ferrari 250 GT LWB Scaglietti | 42 |
| 25              | GT/TS 1.6 | 53  | William Wilbourne                         | William Wilbourne Bill Wuesthoff                                  | Porsche 356A Speedster        | 41 |
| 26              | GT 3.0    | 42  | Scuderia Trentina                         | Armando Zampiero Luigi Villotti                                   | Ferrari 250 GT                | 41 |
| 27              | GT 3.0    | 40  | Scuderia Askolin                          | Lars Finnilä Fred Geitel                                          | Ferrari 250 GT Europa         | 41 |
| 28              | GT 1.3    | 81  | Horst Estler                              | Horst Estler Hans-Helmuth Hespen                                  | Alfa Romeo Giulietta SV       | 40 |
| 29              | GT 1.3    | 71  | Kurt Ahrens                               | Kurt Ahrens senior Richard Trenkel                                | Alfa Romeo Giulietta SV       | 40 |
| 30              | GT/TS 1.6 | 64  | Claude Dubois                             | Claude Dubois Telesphore Georges                                  | Peugeot 403                   | 37 |
| 31              | S 1.5     | 37  | Ecurie Dauphin                            | David Latchford Eugene Hall                                       | Halseylec                     | 30 |
| 32              | GT 1.3    | 74  | Ecurie Biennoise                          | Peter Kropf Samuel Heuer                                          | Alfa Romeo Giulietta SV       | 30 |
| Ausgefallen     |           |     |                                           |                                                                   |                               |    |
| 33              | S 3.0     | 2   | David Brown Aston Martin Ltd.             | Tony Brooks Stuart Lewis-Evans                                    | Aston Martin DBR1/300         | 41 |
| 34              | S 3.0     | 8   | Ecurie Ecosse                             | Ivor Bueb Ninian Sanderson                                        | Jaguar D-Type                 | 36 |
| 35              | S 1.5     | 31  | Ecurie Maarsbergen                        | Art Bunker Heinz Schiller                                         | Porsche 550A RS               | 33 |
| 36              | GT/TS 1.6 | 51  | Joseph Greger                             | Joseph Greger Paul Denk                                           | Porsche 356A                  | 31 |
| 37              | S 3.0     | 9   | Ecurie Ecosse                             | Masten Gregory Ron Flockhart                                      | Jaguar D-Type                 | 29 |
| 38              | S 1.5     | 34  | Carl F. W. Borgward GmbH                  | Giulio Cabianca Hans Herrmann Joakim Bonnier                      | Borgward RS                   | 29 |
| 39              | S 1.5     | 36  | Dan Margulies                             | John Horridge Walter Monaco                                       | Lotus Eleven                  | 29 |
| 40              | S 3.0     | 14  | Scuderia Ferrari Svezia Oerebro           | Gunnar Carlsson Carl-Otto Bremer                                  | Ferrari 750 Monza             | 28 |
| 41              | S 3.0     | 11  | Equipe Nationale Belge                    | Willy Mairesse Alain de Changy                                    | Ferrari 250TR                 | 26 |
| 42              | GT 3.0    | 45  | François Picard                           | François Picard Bruce Kessler                                     | Ferrari 250 GT LWB            | 19 |
| 43              | GT 1.3    | 75  | Karl Foitek                               | Karl Foitek Renato Sommacal                                       | Alfa Romeo Giulietta SV       | 19 |
| 44              | S 1.5     | 20  | Dr. Ing. h. c. F. Porsche K. G.           | Jean Behra Edgar Barth                                            | Porsche 718 RSK               | 18 |
| 45              | S 1.5     | 26  | Scuderia Viking Anglo Swedish Racing Team | Gordon Fowell Derek Godfrey                                       | Osca MT4 1500                 | 16 |
| 46              | GT/TS 1.6 | 60  | Bengt Martenson                           | Bengt Martenson Gunnar Andersson                                  | Volvo PV444                   | 16 |
| 47              | S 1.5     | 27  | Car Exchange                              | Bill Frost Bob Hicks                                              | Lotus 15                      | 12 |
| 48              | S 1.5     | 24  | Carl F. W. Borgward GmbH                  | Fritz Jüttner Hans Herrmann                                       | Borgward RS                   | 8  |
| 49              | GT/TS 1.6 | 62  | Carl F. W. Borgward GmbH                  | Fred Albrecht Rolf Appel                                          | Porsche 356A Carrera          | 8  |
| 50              | S 1.5     | 28  | Car Exchange                              | Jimmy Blumer Christ Power                                         | Lotus Eleven                  | 6  |
| 51              | GT 1.3    | 72  | Heinz Friederichs                         | Heinz Friederichs Rudolf-Wilhelm Moser                            | Alfa Romeo Giulietta SV       | 5  |
| 52              | S 3.0     | 3   | David Brown Aston Martin Ltd.             | Roy Salvadori Carroll Shelby                                      | Aston Martin DBR1/300         | 2  |
| 53              | S 1.5     | 23  | Carl F. W. Borgward GmbH                  | Hans Herrmann Joakim Bonnier                                      | Borgward RS                   | 1  |
| 54              | GT 1.3    | 78  | Mathieu Hezemans                          | Mathieu Hezemans Hubert Oebels                                    | Alfa Romeo Giulietta SV       | 1  |
| Nicht gestartet |           |     |                                           |                                                                   |                               |    |
| 55              | S 3.0     | 16  | Francisco Godia-Sales                     | Francisco Godia-Sales Joakim Bonnier                              | Maserati 300S                 | 1  |
| 56              | S 3.0     | 18  | Ulf Norinder                              | Ulf Norinder                                                      | Maserati 200SI                | 2  |
| 57              | S 1.5     | 22  | Dr. Ing. h. c. F. Porsche K. G.           | Giorgio Scarlatti Richard von Frankenberg Carel Godin de Beaufort | Porsche 718 RSK               | 3  |
| 58              | S 1.5     | 33  | Stefan Brugger                            | Stefan Brugger Fausto Meyrat                                      | DKW Junior                    | 4  |
| 59              | S 1.5     | 35  | Pierre Berchem                            | Pierre Berchem                                                    | Lotus Eleven                  | 5  |
| 60              | GT 3.0    | 44  | El Salvador Central America Tegards       | Bruce Kessler                                                     | Ferrai 250 GT                 | 6  |
| 61              | GT/TS 1.6 | 56  | Bruno Runte                               | Jim Clark Wolfgang Niessen                                        | Porsche 356A Carrera          | 7  |
| 62              | GT/TS 1.6 | 58  | Arne Lindberg                             | Arne Lindberg Ake Lindqvist                                       | Porsche 356A Carrer           | 8  |
| 63              | GT/TS 1.6 | 59  | Fitzwilliam Racing Team                   | Robin Carnegie David Hayles                                       | MGA                           | 9  |
| 64              | GT/TS 1.6 | 61  | Hans Harzheim                             | Hans Harzheim Christian Heins                                     | Porsche 356 Carrera           | 10 |
| 65              | GT/TS 1.6 | 63  | Ecurie Monte Carlo Louis Chiron           | André Testut Jean Sibile                                          | Porsche 356A Carrera          | 11 |
| 66              | GT/TS 1.6 | 65  | Ludwig Blendl                             | Ludwig Blendl Siegfried Günther                                   | Porsche 356A Carrera          | 12 |
| 67              | GT 1.3    | 82  | Harald Kronegaard                         | Harald Kronegaard Sten Bielke                                     | Alfa Romeo Giulietta SV       | 13 |
| 68              | S + 3.0   | T   | David Brown                               | Stirling Moss Jack Brabham Tony Brooks Stuart Lewis-Evans         | Aston Martin DBR2             | 14 |
| 69              | S 2.0     | 21T | Porsche KG                                | Edgar Barth                                                       | Porsche 718 RSK               | 15 |

1 nicht gestartet
2 nicht gestartet
3 Unfall im Training
4 nicht gestartet
5 nicht gestartet
6 nicht gestartet
7 nicht gestartet
8 nicht gestartet
9 Leck im Tank
10 nicht gestartet
11 nicht gestartet
12 nicht gestartet
13 nicht gestartet
14 Trainingswagen
15 Trainingswagen

### Nur in der Meldeliste
Hier finden sich Teams, Fahrer und Fahrzeuge, die ursprünglich für das Rennen gemeldet waren, aber aus den unterschiedlichsten Gründen daran nicht teilnahmen.
| Pos. | Klasse | Nr. | Team                    | Fahrer                               | Chassis                 |
| ---- | ------ | --- | ----------------------- | ------------------------------------ | ----------------------- |
| 70   | S 1.5  |     | Hans Knippel            | Hans Knippel Harry Merkel            | Porsche 550A RS         |
| 71   | GT 1.3 |     | Joachim Springer        | Joachim Springer                     | Alfa Romeo Giulietta SV |
| 72   | GT 3.0 | 43  | Hernando da Silva Ramos | Hernando da Silva Ramos André Guelfi | Ferrari 250 GT          |

### Klassensieger
| Fahrer    | Fahrer                  | Fahrer                  | Fahrzeug    | Platzierung im Gesamtklassement |            |
| --------- | ----------------------- | ----------------------- | ----------- | ------------------------------- | ---------- |
| S 3.0     | Stirling Moss           | Jack Brabham            |             | Aston Martin DBR1/300           | Gesamtsieg |
| S 1.5     | Richard von Frankenberg | Carel Godin de Beaufort | Edgar Barth | Porsche 550A RS                 | Rang 6     |
| GT 3.0    | Léon Dernier            | Jean Blaton             |             | Ferrari 250 GT LWB Scaglietti   | Rang 24    |
| GT 1.3    | Marcel Stern            | Paul Vogel              |             | Ferrari 250 GT LWB Scaglietti   | Rang 24    |
| GT/TS 1.6 | Paul-Ernst Strähle      | Hans Walter             |             | Alfa Romeo Giulietta SV         | Rang 20    |

### Renndaten
- Gemeldet: 72
- Gestartet: 54
- Gewertet: 32
- Rennklassen: 5
- Zuschauer: 150000
- Wetter am Renntag: warm und trocken
- Streckenlänge: 22,810 km
- Fahrzeit des Siegerteams: 7:23:33,000 Stunden
- Gesamtrunden des Siegerteams: 44
- Gesamtdistanz des Siegerteams: 1003,640 km
- Siegerschnitt: 135,765 km/h
- Schnellste Trainingszeit: Mike Hawthorn – Ferrari 250TR/58 (#4) – 9:43,100 = 140,827 km/h
- Schnellste Rennrunde: Stirling Moss – Aston Martin DBR1/300 (#1) – 9:43,000 = 140,851 km/h
- Rennserie: 4. Lauf zur Sportwagen-Weltmeisterschaft 1958